# Higuera de la Serena
Higuera de la Serena es un municipio español, perteneciente a la provincia de Badajoz (comunidad autónoma de Extremadura).

## Geografía

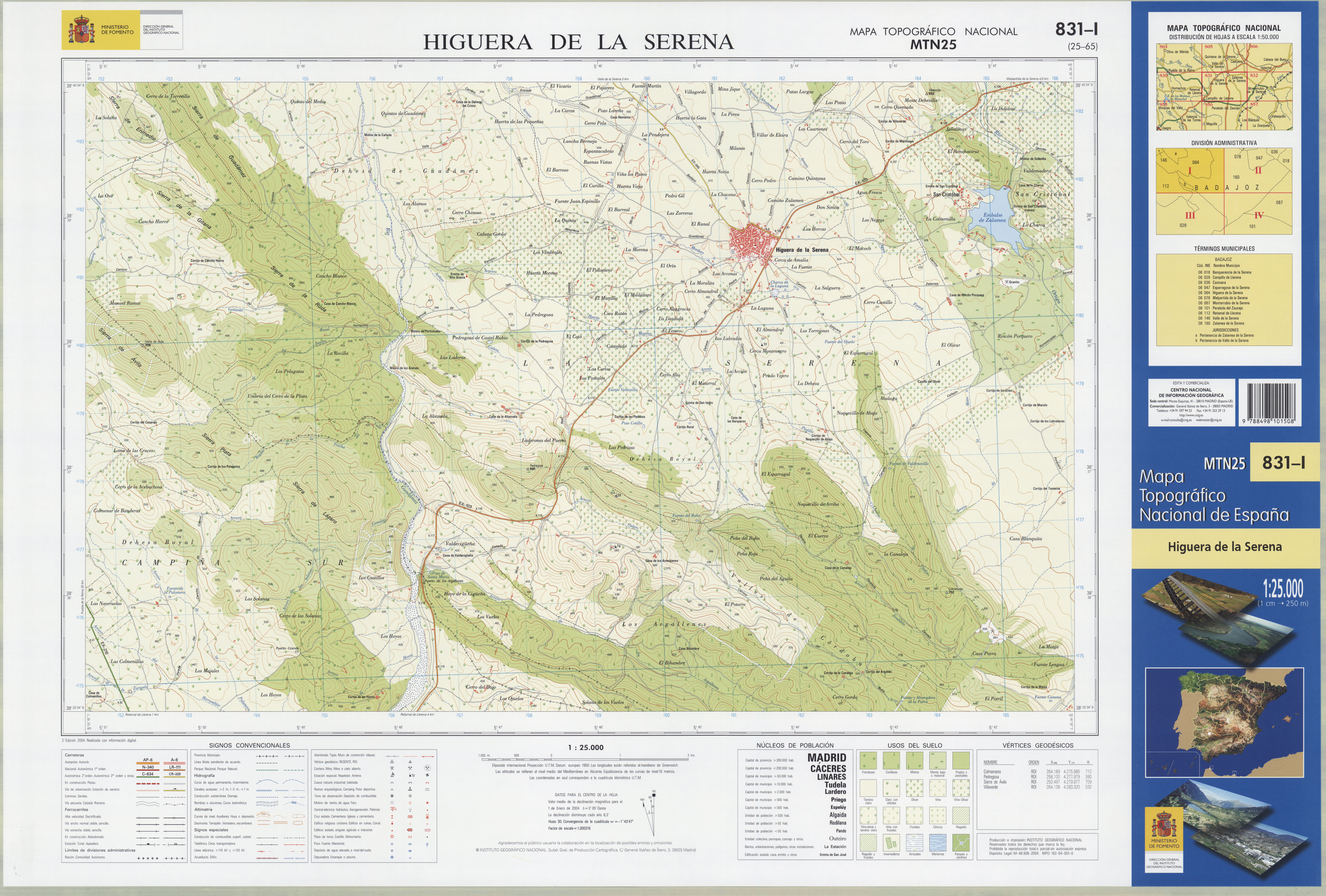
Mapa del IGN en el que se encuentra Higuera de la Serena

Localizada al este de la provincia de Badajoz, linda con los términos de Valle de la Serena, Oliva de Mérida, Retamal de Llerena y Zalamea de la Serena.
Pertenece a la comarca de La Serena y al partido judicial de Castuera.
- Altitud: 486 metros.
- Latitud: 38°39′0″ N
- Longitud: 5°43′59″ O

El término muestra un descenso acusado del SE y al NO, desde los 700 m hasta los 400 m. 
Es parte integrante de la extensa penillanura extremeña, que dispone de un relieve caracterizado por el predominio de las zonas planas y desgastadas, producto de una larga e intensa actividad erosiva. Los suelos predominantemente son tierras pardas meridionales sobre pizarras. Se encuentra dentro del dominio vegetal de la formación Durilignosa.
La red hidrográfica, definida por un acusado estiaje y régimen pluvial, está compuesta fundamentalmente por el río Guadámez y algunos afluentes que discurren por el término con una orientación SE-NO, como el conjunto de las sierras de las que proceden. En el borde norte, en el límite con Zalamea, el embalse de este término casi alcanza su límite municipal. 
Dista 141 km de Badajoz, 363 km de Madrid, 156 km de Córdoba y 193 km de Sevilla.

## Clima
El clima es de tipo mediterráneo con cierta escasez de precipitaciones anuales que no sobrepasan los  500 mm. La isoterma del mes más frío es de 6 °C, y la del mes más cálido de 26 °C. La isoterma anual es de 6 °C.

## Historia
A la caída del Antiguo Régimen la localidad se constituye en municipio constitucional en la región de Extremadura. Desde 1834 quedó integrado en el partido judicial de Castuera. En el censo de 1842 contaba con 230 hogares y 953 vecinos.

## Demografía
Higuera de la Serena cuenta con una población de 887 habitantes (INE 2024).
| Gráfica de evolución demográfica de Higuera de la Serena entre 1842 y 2021                                            |
| |
| Población de derecho según los censos de población del INE. Población de hecho según los censos de población del INE. |

| 1,933                     | 3,072 | 3,347 | 1,528 | 1,332 | 1,294 | 1,200 | 1,086 | 1,036 | 1,041 | 1025 | 1020 |
| (Fuente: INE [Consultar]) |       |       |       |       |       |       |       |       |       |      |      |

### Población
La población se concentra mayoritariamente en las 859 viviendas del núcleo, ascendiendo los efectivos demográficos en su conjunto, en 1986, al 46,1% de los existentes en 1960. La emigración, principal factor explicativo de esta merma demográfica, ha provocado una caída de la tasa de crecimiento natural. La población activa en 1981 alcanzaba el 30,6%, de la que el 74,8% correspondía al sector agrario.

## Patrimonio

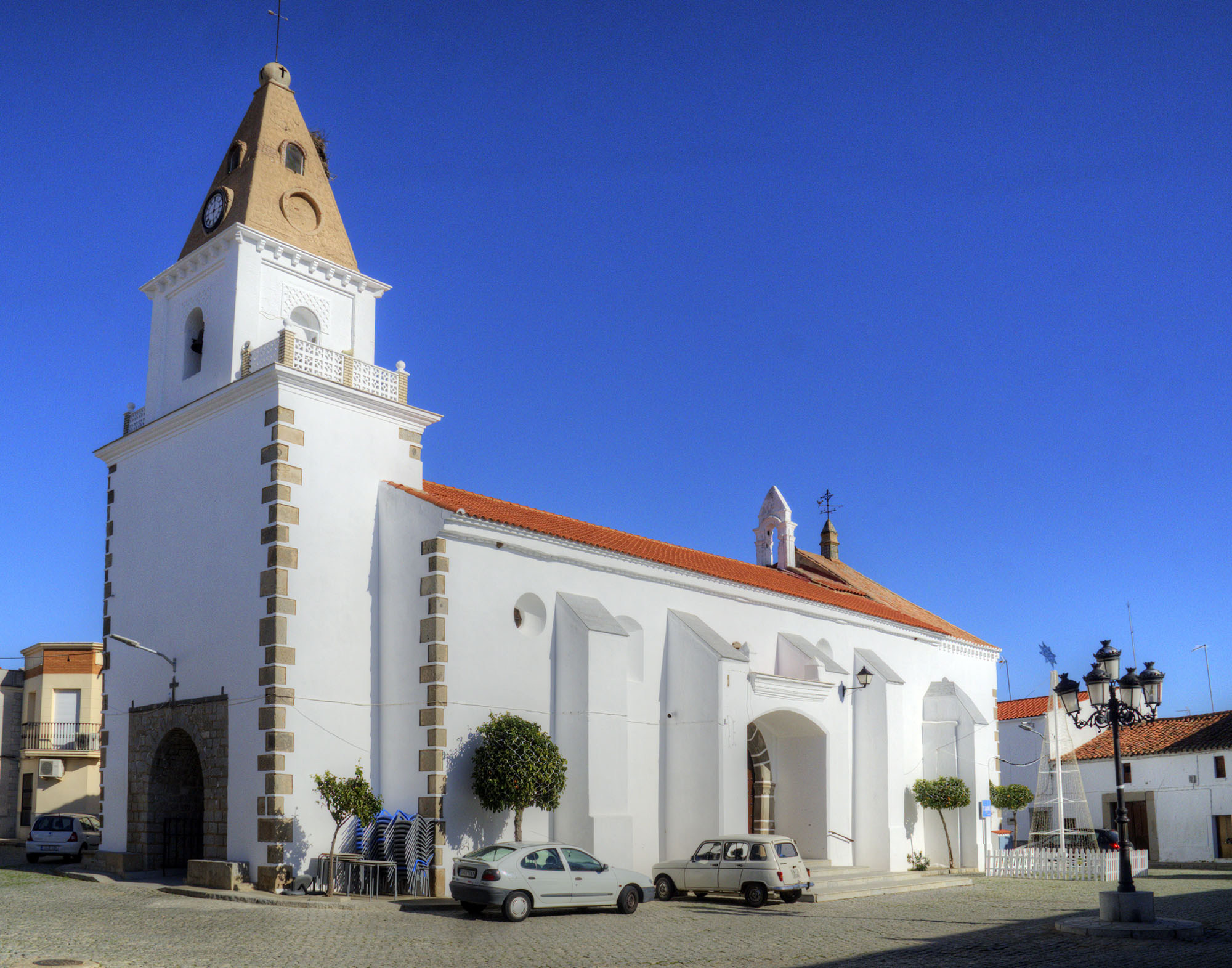
Iglesia

Iglesia parroquial católica bajo la advocación de La Purísima Concepción, en la archidiócesis de Mérida-Badajoz.

## Economía
Las licencias fiscales ascendían a 27 en 1984, de las que 12 eran de productos alimenticios y 8 de comercio. Existe una explotación minera de plomo y zinc, denominada Filón de la Higuera.
La comarca de La Serena dispone de una estructura económica que en nada se diferencia de la existente en otros espacios comarcales extremeños. La población de Higuera de la Serena cuenta con una amplia diversidad de recursos naturales para su futura explotación y aprovechamiento, hasta ahora infrautilizados en su mayoría. La estructura productiva se caracteriza por el elevado peso de la agricultura y la ganadería (sector primario), una escasa presencia de la industria y de los servicios y una importancia considerable en la construcción, ya que, en los últimos años está siendo un motor fundamental para la creación de empleo.

## Cultivos
Las tierras labradas ocupan unas 3.446 hectáreas, de las que 1.390 se dedican a cultivos herbáceos, 1400 a barbechos y tierras no ocupadas, y 856 a cultivos leñosos, mientras que el total de pastizales es de 700 hectáreas, de las cuales 120 pertenecen a monte maderable, 280 a monte abierto y 760 a monte leñoso. El total de erial a pastos y lagunas 50 hectáreas, con unas escasas 6 hectáreas dedicadas al regadío.
Dentro de esta superficie se asienta un censo ganadero, del que destaca el ganado ovino con 3 515 cabezas y porcino con 738.
El sector forestal, aunque con problemas de abandono de las labores y talas abusivas, presenta potencialidades en el aprovechamiento industrial del corcho, la leña y el carbón vegetal.

## Caza y pesca
La caza, está orientada a especies de caza menor como la perdiz roja, tórtola, paloma, y liebre y en menor medida a la caza mayor de jabalíes y ciervos.
La pesca se concentra en los embalses de "La Serena", "Orellana" y el "Zújar", que se dispersa en todo el territorio de la Serena y que contienen gran variedad de peces. 

## Turismo
Se cuenta con un paraje natural de gran belleza, prácticamente virgen en lo que a fauna y flora se refiere, que ofrecen un gran atractivo y posibilidades para el turismo rural. Oferta que puede ser complementaria con actividades de tipo cinegético.

## Festividades
- Semana Santa.
- Carnavales.
- San Isidro Labrador (15 de mayo).
- Festividad del Ramo de la Virgen Inmaculada (fiestas patronales, del 8 al 12 de agosto).
- Ramo chico (fin de semana más próximo al 8 de septiembre).

## Localidades Hermanadas
- Mondragón (Guipúzcoa, España)
- Galapagar (Madrid, España)